# Trường Quân sự Hoàng Phố
Trường Quân sự Hoàng Phố (tiếng Hán phồn thể: 黃埔軍校; tiếng Hán giản thể: 黄埔军校; bính âm: Huángpŭ Jūnxiào; Hán Việt: Hoàng Phố Quân hiệu) là danh xưng thông dụng để chỉ học viện quân sự đào tạo sĩ quan lục quân của Trung Hoa Dân Quốc hoạt động từ năm 1924-1927. Cơ sở học viện được đặt tại đảo Trường Châu, khu Hoàng Phố, thành phố Quảng Châu. Đảo này còn có tên là đảo Hoàng Phố, vì vậy học viện này có tên gọi như trên.
Trường Quân sự Hoàng Phố mặc dù chỉ tồn tại trong thời gian ngắn ngủi với 5 khóa đào tạo, nhưng đã đào tạo ra nhiều danh nhân quân sự cho cả Quân đội Trung Hoa Dân Quốc lẫn Quân Giải phóng Nhân dân Trung Quốc. Nhiều người trở thành tướng lĩnh lừng danh trong các cuộc chiến Bắc phạt, Nội chiến Trung Quốc, cũng như cùng nhau chống lại quân Nhật Bản trong Chiến tranh Trung - Nhật. Thậm chí, nhiều nhà cách mạng, tướng lĩnh của Việt Nam cũng từng học hoặc giảng dạy tại Trường quân sự Hoàng Phố.
Trải qua nhiều biến động lịch sử, cơ sở trường Quân sự Hoàng Phố ngày nay chỉ còn sót lại vài di tích, được chính quyền Cộng hòa Nhân dân Trung Hoa tôn tạo và sử dụng như một khu lưu niệm lịch sử và địa điểm tham quan du lịch tại thành phố Quảng Châu ngày nay.

## Lược sử

### Hình thành

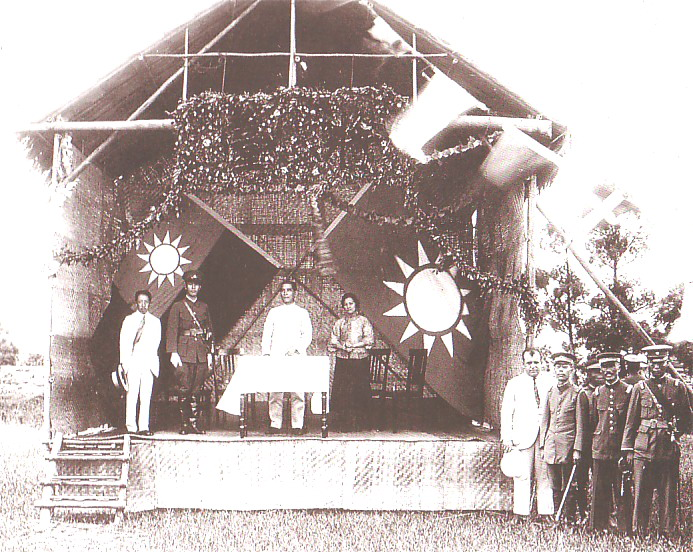
Tôn Trung Sơn (đứng sau bàn) và Tưởng Giới Thạch (mặc quân phục) trong lễ thành lập Học viện Quân sự Hoàng Phố năm 1924.

Năm 1876, Tổng đốc Lưỡng Quảng Lưu Khôn Nhất cho thành lập "Quảng Đông Tây học quán", bỏ ra 8 vạn lượng bạc để xây dựng khu vực bến tàu ở đảo Hoàng Phố để làm cơ sở cho Quảng Đông Tây học quán. Năm 1882, Quảng Đông Tây học quán đổi tên thành Quảng Đông Thực học quán. Năm 1884, Tuần phủ Sơn Tây Trương Chi Động được bổ nhiệm làm Tổng đốc Lưỡng Quảng. Ông đổi tên Quảng Đông Thực học quán thành Quảng Đông Bác học quán. Năm 1887, Trương Chi Động thành lập Quảng Đông Thủy lục sư học đường. Đây chính là trường đào tạo sĩ quan hiện đại đầu tiên của Trung Quốc.
Năm 1912, Trung Hoa Dân quốc thành lập nhưng lại nhanh chóng rơi vào tình trạng quân phiệt cát cứ. Lực lượng cách mạng nhất là Quốc dân Đảng do Tôn Trung Sơn lãnh đạo, lại không có kinh nghiệm và sức mạnh quân sự thống nhất đất nước. Ý thức được sự thiếu sót này, Tôn đã nhiều lần đề nghị các nước phương Tây viện trợ và giúp đỡ về quân sự, nhưng đều bị từ chối.
Tháng 12 năm 1921, một đại biểu của Quốc tế Cộng sản là Henk Sneevliet đã hội kiến với Tôn Trung Sơn, đưa ra nội dung hợp tác giữa Quốc dân Đảng và Liên Xô, trong đó có việc thành lập một học viện quân sự và thành lập quân đội cách mạng. Trung Hoa Cộng sản Đảng đã cử Lý Đại Chiêu (李大釗) tới gặp Tôn để bàn về việc mở học viện quân sự. Ngày 16 tháng 8 năm 1923, Tôn Trung Sơn phái một đảng viên trẻ là Tưởng Giới Thạch sang Liên Xô để học tập kinh nghiệm thành lập quân đội cách mạng.
Tháng 1 năm 1924, Đại hội đại biểu toàn quốc lần thứ nhất của Quốc dân Đảng nhất trí việc Trung Hoa Dân quốc cần hợp tác với Liên Xô và Trung Quốc Cộng sản Đảng, quyết định thành lập học viện sĩ quan và quân đội của đảng cách mạng.:9 Ngay sau đó, Tôn Trung Sơn cho thành lập một ủy ban trù bị học viện sĩ quan lục quân gồm 8 người với Tưởng Giới Thạch làm Ủy viên trưởng; đồng thời quyết định xây dựng cơ sở cho học viện quân sự này trên cơ sở của Quảng Đông Thủy lục sư học đường và Lục quân Tiểu học. Nguồn tài chính cho xây dựng và hoạt động học viện được Liên Xô cung cấp.

### Tổ chức
Ban đầu, Tưởng Giới Thạch không nhận chức Hiệu trưởng của học viện và đề cử Liêu Trọng Khải, một nhà cách mạng Quốc dân Đảng rất có uy tín, để thay vào chức vụ đấy. Tuy nhiên Tôn đã động viên Tưởng giữ chức, đồng thời cử Liêu Trọng Khải làm Đại biểu Đảng của học viện. Ngoài ra, Tôn còn cử Lý Tế Thâm, Đặng Diễn Đạt làm chánh, phó chủ nhiệm Giáo luyện bộ; Vương Bách Linh, Diệp Kiếm Anh làm chánh, phó chủ nhiệm Giáo thụ bộ; Đới Quý Đào, Chu Ân Lai làm chánh, phó chủ nhiệm Chính trị bộ; Chu Tuấn Ngạn, Du Phi Bằng làm chánh, phó chủ nhiệm Quân nhu bộ; Tống Vinh Xương, Lý Kỳ Phương làm chánh, phó chủ nhiệm Quân y bộ; Lâm Chấn Hùng làm chủ nhiệm Quản lý bộ, Hà Ứng Khâm làm Tổng giáo quan; Trương Gia Thụy, Vương Đăng Vân làm phiên dịch Trung - Anh; cùng một số đảng viên Cộng sản phụ trách giảng dạy các môn.
Ban đầu, trường quân sự Hoàng Phố chỉ có 1 khoa. Song mặc dù chủ yếu về bộ binh, trường vẫn đào tạo thêm các chuyên ngành về pháo binh, quân giới, thông tin liên lạc và hậu cần. Khoa chính trị được thành lập sau đó.
Việc thiếu trầm trọng các giáo viên chuyên môn là vấn đề lớn nhất đối với học viện. Vì vậy, Liên Xô đã cử một số giảng viên sang công tác tại trường như A.S. Bubnov, G.I. Gilev, M.I. Dratvin, S.N. Naumov; phụ trách giảng dạy về sự phát triển tư duy quân sự trong suốt lịch sử nhân loại và sự phân chia giữa các trường phái tư tưởng quân sự phương Tây và Liên Xô. Ngoài ra còn có một số giảng viên quân sự giàu kinh nghiệm kinh qua Nội chiến Nga như I. Vasilevich, N. Korneev, M. Nefedov, F. Kotov, P. Lunev, V. Akimov, Galina Kolchugina.

### Đào tạo
Trong số 1.200 người dự tuyển, chủ yếu đến từ chủ yếu ở Thượng Hải và Quảng Châu, chọn lọc ra 350 học viên chính thức, 120 học viên dự bị, cộng thêm số học viên được đề cử, tổng cộng có 499 học viên trong khóa đầu tiên.
Ngày 16 tháng 6, lễ khai giảng được tổ chức với sự chủ trì của Tôn Trung Sơn. Trong buổi lễ này, Hồ Hán Dân thay mặt Quốc dân Đảng đọc huấn từ của Tôn Trung Sơn, trong đó có một đoạn bắt đầu bằng câu "Tam dân chủ nghĩa..." về sau được sử dụng làm Quốc ca Trung Hoa Dân quốc.

## Vai trò
Trường quân sự Hoàng Phố đã cung cấp nhiều chỉ huy quân sự cho cả Quốc Dân Đảng lẫn Cộng sản Đảng. Những sĩ quan từ trường này đã giúp Tưởng Giới Thạch củng cố quyền lực của mình ở Quốc Dân Đảng. Các tướng lĩnh Quốc Dân Đảng nổi tiếng từng học ở Hoàng Phố là Trần Thành, Đỗ Duật Minh, và Hồ Tông Nam. Và khi Cộng sản Đảng thành lập các đơn vị Hồng quân đầu tiên của mình, hầu hết các chỉ huy là người học ở Trường quân sự Hoàng Phố ra, như Lâm Bưu, Từ Hướng Tiền, Tả Quyền (左權), Trần Canh (陳賡).

## Người Việt học ở trường
Từ khóa 4, Trường quân sự Hoàng Phố bắt đầu đào tạo cả học viên người các nước châu Á khác mà phần lớn là từ Việt Nam, trong số đó có: 
- Nguyễn Sơn
- Lê Thiết Hùng
- Lê Hồng Phong
- Phùng Chí Kiên
- Vương Thừa Vũ
- Nam Long
- Phùng Thế Tài
- Tạ Đình Đề
- Lương Văn Tri
- Trương Vân Lĩnh
- Hoàng Văn Thái
- Vũ Lập
- Hoàng Minh Thảo

...
Ngoài ra, một số người Việt cũng tham gia giảng dạy tại trường như Nguyễn Hải Thần làm giảng viên môn chính trị.